# Tema de Chipre
O Tema de Chipre (em grego: θέμα Κύπρου; romaniz.: thema Kyprou) foi um tema (província civil-militar) bizantino localizado na ilha de Chipre, fundado na década de 960 após a reconquista da ilha pela marinha bizantina. Antes disso, existiu ali um condomínio entre bizantinos e árabes por três séculos, com alguns períodos menores onde uma das duas potências ocupava a ilha toda.
Uma revolta liderada pelo governador Teófilo Erótico em 1042 e outra, em 1092, liderada por Rapsomates, foram rapidamente sufocadas pelas forças imperiais. No final do século XII, surgiram novamente tentativas de independência: Isaac Comneno se autoproclamou basileu (imperador) em 1185. A ilha permaneceu sob seu comando até ser capturada por Ricardo Coração de Leão em 1191, na Terceira Cruzada.